# فيلي كافلاك
فيلي كافلاك (بالألمانية: Veli Kavlak) هو لاعب كرة قدم نمساوي في مركز الوسط ولد في يوم 3 نوفمبر 1988 في مدينة فيينا عاصمة النمسا، كافلاك هو من أصل تركي ويلعب حالياً مع نادي بشكتاش وسبق له اللعب مع نادي رابيد فيينا، كما لعب مع منتخب النمسا لكرة القدم ويبلغ طوله 179 سم.

## مسيرته الكروية
لعب فيلي كافلاك خلال مسيرته الاحترافية مع ناديين في ثلاثة عشر موسمًا وسجل خلالها 19 هدفًا ضمن 260 مباراة. ولم يفز بأي موسم بالكأس وفاز في أربعة مواسم بالدوري.
خاض فيلي كافلاك مسيرته مع نادي رابيد فيينا في موسم 2004–05 ليلعب معه سبعة مواسم، مشاركًا في 146 مباراة سجل خلالها 13 هدفًا. ثم انتقل إلى نادي بشكتاش في موسم 2011–12 ليلعب معه ستة مواسم، حيث شارك في 114 مباراة سجل خلالها 6 أهداف.

## روابط خارجية
- فيلي كافلاك على موقع الاتحاد الدولي (مؤرشف)  (الإنجليزية)
- فيلي كافلاك على موقع الاتحاد الأوربي (الإنجليزية)
- فيلي كافلاك على موقع اتحاد تركيا (لاعب) (الإنجليزية)
- فيلي كافلاك على موقع قاعدة بيانات كرة القدم.إي يو (الإنجليزية)
- فيلي كافلاك على موقع ناشيونال فوتبول تيمز (الإنجليزية)
- فيلي كافلاك على موقع Soccerway.com (الإنجليزية)
- فيلي كافلاك على موقع عالم كرة القدم.نت (الإنجليزية)
- فيلي كافلاك على موقع AS.com (الإسبانية)